# Roqueiro
Roqueiro  é uma designação genérica, amplamente utilizada na mídia lusófona para se referir a quaisquer músicos de rock,  podendo estes serem integrantes de alguma das subculturas e contraculturas vínculadas a música rock, como greasers, rockers, hippies, headbangers, punks, góticos, grungers, emos, entre outras, ou mesmo nenhuma, em geral músicos de pop rock e crossovers (alguns noutros estilos) tem pouca ou nenhuma ligação com subculturas.
Entre as subculturas, os "roqueiros" costumam transparecer um ar de rebeldia em relação aos padrões sociais mais comuns; óbviamente cada tribo/subcultura tem sua forma de vestir, caracterizando parte de sua identidade cultural, sendo frequente estarem vestidos com roupas de cor preta (a partir da década de 1970), principalmente camisetas estampadas com caveiras e bandas favoritas, e acessórios. Costumam ir aos shows de rock, e muitos tocam algum instrumento musical como hobby ou interesse profissional, e alguns montam bandas de garagem com amigos. As subculturas compartilham valores artísticos e sociais, envolvendo uma rejeição ao mainstream, junto a um senso de lealdade, que caracteriza um notório desdém a posers e desinteresse a outros gêneros musicais e afins. 
Também há um pouco de conflitabilidade com as subculturas reggatoneira, rapper, e no Brasil há alguns registros de conflitos com nazi-skinheads.

## Headbangers
Os headbangers são a principal subcultura vínculada à música rock, tanto que geralmente a ideia de "roqueiro", remete justamente aos headbangers, seu vestuário é composto essencialmente por roupas de cor preta, principalmente camisetas estampadas com bandas ou caveiras, calças jeans ou skinny preta, coletes, patches e acessórios como spikes e correntes, tem seus valores e ampla devoção ao heavy metal.

## Rockers
Os rockers ou ton-up boys/girls, são uma subcultura motociclista, centrada em motos do tipo café racer e na música rock'n'roll e rockabilly, surgida na década de 1950 no Reino Unido, usam jaquetas estilizadas e calças de couro, e jeans, patches e botas de cano alto. Em geral não tocavam música, mas influênciaram várias bandas, bem como punks e headbangers. Os rockers também eram conhecidos pela rivalidade com os mods.

## Punks e góticos
Outras das principais subculturas são os punks e os góticos, ambas subculturas surgiram na década de 1970 e início da década de 1980 no Reino Unido e nos Estados Unidos. Os punks são caracterizados pelo visual agressivo envolvendo coletes, patches, spikes, calças e jaquetas rasgadas,  camisetas de bandas punk, e sua rebeldia e filosófia de "faça você mesmo", além da devoção ao punk rock. 
Enquanto que com os góticos, a música se volta para temas que envolvem decadência, niilismo, hedonismo e obscuridade, associada diretamente a musica; pós-punk, rock gótico, dark wave, death rock e ethereal wave. A estética sombria se traduz sob influência, desde o pós-punk, glam, renascentista e vitoriano, essencialmente em preto, algumas vezes com adições lilás, roxo ou carmesim.

## Outros
Entre os músicos de rock, pode haver também integrantes de outras subculturas como hippies (principalmente nas décadas de 1960 e 1970) e até hipsters, entre outras, ou músicos ecléticos, a maioria no pop-rock e fusões, alguns até seguem carreira paralela noutros gêneros. Há uma certa controvérsia se devem ou não ser chamados de roqueiro.